# Big Girls Don't Cry (Obitelj Soprano)
"Big Girls Don't Cry" 19. je epizoda HBO-ove televizijske serije Obitelj Soprano i peta u drugoj sezoni serije. Napisao ju je Terence Winter, režirao Tim Van Patten, a originalno je emitirana 13. veljače 2000.

## Radnja
Kako sada Furio Giunta radi kao vojnik u obitelji Soprano, Tony promovira Paulieja i Silvia u kapetana i consiglierea. Paulie se isprva uvrijedi Tonyjevom ponudom, a zatim postaje iznimno zahvalan. Objedujući u Nuovo Vesuviu, Tony zamoli Artieja za uslugu: da angažira njegova "rođaka" Furia iz Italije kao izrađivača mozzarelle. Artie kaže Tonyju da mu je kuhnja ionako već puna te da se njegovoj ženi, Charmaine, neće svidjeti ta ideja. Artie pristane primiti Furia na probni rok dok ne stekne državljanstvo nakon što mu Tony rekne kako će se on pobrinuti za Furiove plaće. 
Tony zatim priredi zabavu za Furia, gdje Pussy postane jako ljubomoran na Tonyjevo iznenadno zanimanje za svoga novog vojnika. Pojavljuju se Stric Junior i Bobby Baccalieri, ali im Carmela zalupi vratima pred nosom, sumnjajući kako je Junior umiješan u pokušaj Tonyjeva ubojstva. Tony zatim daje Furiu njegov prvi zadatak: da iznudi novac od muža i žene vlasnika bordela koji mu duguju. Furio obavlja posao pretukavši oboje i ustrijelivši muža u koljeno.
U međuvremenu, dr. Melfi naziva Tonyja na mobitel. Ona uz pomoć svog terapeuta, Elliota Kupferberga, razmatra ideju da vrati Tonyja natrag na terapiju. Melfi svojem terapeutu opisuje san o Tonyju - kako je doživio prometnu nesreću i kako je očajnički tražio svoj Prozac. Melfi vjeruje kako je simbolizam u snu da je Tonyjeva prometna nesreća izazvana njenim napuštanjem njega kao klijenta. Dok Tony čeka da Furio obavi svoj "prvi zadatak", ona mu kaže da ima slobodan termin za njega sljedećeg dana. Tony isprva odbije ponudu, jer se stvari odvijaju dobro i bez terapije, ali kasnije ipak odlazi na sastanak.
Christopher na poklon od svoje djevojke Adriane dobiva upis na glumačku školu zbog njegova sna da postane glumac i scenarist. Međutim, Christopher ubrzo shvaća kako je tečaj iznimno zahtjevan i rigorozan te da mu se raspored preklapa s njegovim mafijaškim dužnostima. Igrajući scenu iz filma Buntovnik bez razloga, Christopher postaje osjetljiv te se rasplače. Posramljen i izmučen, napušta prostoriju, unatoč pljesku i odobravanju svojih kolega. Tijekom idućeg tečaja, Christopher i drugi student vježbaju glumačku tehniku koja Christophera navodi da nasilno napadne svojeg partnera. Adriana sugerira kako ga je vježba vjerojatno podsjetila na ubojstvo oca i kako se izdan tada osjećao. Iste večeri, Christopher se riješava svih tragova svoga nedovršenog scenarija, nazvanog "You Bark, I Bite", bacivši sve papire i diskete u kontejner. 
Tonyjev bijes i gnjev dolaze do izražaja nakon što Janice odluči iznajmiti Livijinu kuću kako bi je obnovila. Bijesan, on istrga telefon iz zida i baci ga na pod. A.J. to ugleda, a Carmela mu kaže da ode gore. Tony kasnije odlazi ispričati se sinu zbog svojih neodgovornih poteza.  
U Livijinoj kući, Tony otkriva kako je Richie Aprile proveo noć s Janice. Obavještava Richieja kako je Janice sada njegov problem.
Kasnije, na The Stugotsu (Tonyjev brod: ime je izvedeno od stu cazzo ili u' cazzu - penis). Tony i Irina Peltsin posvađaju se što ona pahuljicama hrani patke koje plivaju oko broda. On je bijesan jer smatra kako je to nezdravo za patke. U sve se umiješa drugi vlasnik broda, Rus. Vlasnik kaže Irini kako bi, ako se ne voli svađati, trebala pronaći Rusa. Tony odlazi na Rusov brod i kaže mu da se drži svojeg posla. Zatim ga zgrabi za testise. Tony i Irina pobjegnu prije što Rus naziva policiju. 
Posjećujući Hesha Rabkina, Tony ga počasti pričom i prizna kako je imao nekoliko epizoda kad se onesvijestio. Tony, razgovarajući s Heshom, neuspješno pokuša replicirati svoj odnos s dr. Melfi, ali se čini kako je ovaj nezainteresiran jer počinje pričati o nečem drugom. Hesh kaže Tonyju kako je njegov otac, Johnny, ponekad doživljavao napade panike kao što se to događa Tonyju. Tony je iznenađen, jer mu nitko nikad nije spomenuo mentalno zdravlje njegova oca. Hesh dodaje kako je njegovo "stanje" njegova oca pogađalo tek oko dva puta godišnje. 
Pussy se nastavlja sastajati sa svojim kontaktom iz FBI-a, agentom Skipom Liparijem, te se požali na Tonyja, koji ga nastavlja držati u zavjetrini zbog svojih trenutnih kriminalnih planova i koji je "promovirao" Silvia i Paulieja, ali izostavio njega, iako jedan drugog znaju gotovo cijeli život. Kasnije, Paulie i Johnny Sack kažu Pussyju da napusti stol za kojim će oni raspravljati o poslu.

## Glavni glumci
- James Gandolfini kao Tony Soprano
- Lorraine Bracco kao Dr. Jennifer Melfi
- Edie Falco kao Carmela Soprano
- Michael Imperioli kao Christopher Moltisanti
- Dominic Chianese kao Corrado Soprano, Jr.
- Vincent Pastore kao Big Pussy Bonpensiero
- Steven Van Zandt kao Silvio Dante
- Tony Sirico kao Paulie Gualtieri
- Robert Iler kao Anthony Soprano, Jr.
- Jamie-Lynn Sigler kao Meadow Soprano
- Drea de Matteo kao Adriana La Cerva
- David Proval kao Richie Aprile
- Aida Turturro kao Janice Soprano
- Nancy Marchand kao Livia Soprano

### Gostujući glumci
- Jerry Adler kao Hesh Rabkin
- Katherine Narducci kao Charmaine Bucco
- John Ventimiglia kao Artie Bucco

#### Ostali gostujući glumci
| - Peter Bogdanovich kao dr. Elliot Kupferberg - Linda Emond kao Dahlia - Louis Lombardi kao Skip Lipari - Oksana Lada kao Irina Peltsin - Federico Castelluccio kao Furio - Vincent Curatola kao Johnny Sack - Steve R. Schirripa kao "Bacala" Baccalieri - John Fiore kao Gigi Cestone - Stephen Payne kao Dominic | - Lydia Gaston kao Rosie - Sasha Nesterov kao Rus - Elena Antonenko kao Ruskinja - Oni Faida Lampley kao Cynthia - Scott Lucy kao student - Ajay Naidu kao Omar - Robert Prescott kao Mitch - Phyllis Somerville kao Brenda |

## Naslovna referenca
- Naslov epizode preuzet je iz pjesme Frankieja Vallija & The Four Seasons, koja se može čuti u pozadini tijekom scene u restoranu. Valli će kasnije dobiti ulogu u seriji kao Rusty Millio.
- Naslov je i referenca na dr. Melfi, koja se rasplače tijekom svoje seanse s Elliotom.
- Nadalje, Christopherov plač tijekom ove epizode značajan je dio njegove priče.

## Produkcija
- Iako je ova epizoda peta u drugoj sezoni, producirana je kao četvrta po redu.
- U prvoj sceni (nakon uvodne špice), kad Christopher otvara vrata, mogu se vidjeti odrazi kamere, ekipe i promatrača.

## Glazba
- Pjesma koja svira tijekom odjavne špice je "White Mustang II" Daniela Lanoisa.
- Pjesma koja svira tijekom Furiove zabave je "Rock the Boat" sastava Hues Corporation.
- Pjesma koja svira dok Christopher ulazi u centar za masažu je "Touch It" pjevačice Monifah.

## Vanjske poveznice
- Big Girls Don't Cry u internetskoj bazi filmova IMDb-a